# Ahmed Jalaf (atleta)
Ahmed Jalaf es un deportista iraquí que compitió en atletismo adaptado. Ganó una medalla de bronce en los Juegos Paralímpicos de Barcelona 1992 en la prueba de lanzamiento de disco (clase THS3).

## Palmarés internacional
| Juegos Paralímpicos | Juegos Paralímpicos | Juegos Paralímpicos | Juegos Paralímpicos |
| Año                 | Lugar               | Medalla             | Prueba              |
| ------------------- | ------------------- | ------------------- | ------------------- |
| 1992                | Barcelona (España)  | Medalla de bronce   | Disco THS3          |